# U82 (潜水艦・2代)
U-82は第二次世界大戦中のナチス・ドイツ海軍のVIIC型Uボートである。
1940年5月15日、U-82の竜骨はブレーマー・ヴルカーン造船所で建造番号10として起工された。U-82は1941年3月15日に進水し、5月14日にジークフリート・ロールマン中尉の指揮の下、就役した。U-82は3回の哨戒を行い、商船8隻合計51,819総登録トンと軍艦1隻1,190トンを撃沈し、商船1,999総登録トンに損傷を与えた。

## 艦歴
U-82は1941年5月14日から沈没する1942年2月6日まで第3潜水隊群に所属しており、3回の哨戒を行った。U-82は4つのウルフパックに参加した。

### 第1哨戒
U-82の第1哨戒は7月にキールから移動した後、1941年8月11日にノルウェーのトロンハイムを出港して始まった。U-82はノルウェー海を横断し、アイスランドとフェロー諸島を隔てている隙間を通過し、大西洋に向かった。
1941年9月10日、U-82はエンパイア・ハドソンをグリーンランド北西で撃沈し、11日に続けて4隻の船ブライシーズ、ジプサムクイーン、エンパイア・クロスビル、スカニアを攻撃した。
7月5日、U-82はフランス大西洋岸にあるロリアンにドック入りした。

### 第2哨戒
U-82は2回目の急襲でさらに2隻の船を撃沈したが、U-82が1941年11月19日にフランスへ戻る時、ラ・パリスに帰還した。

### 第3哨戒
最後の哨戒で、U-82はアチェルクラウンとライエステンを大西洋の中央で撃沈した。1月末、U-82はアメリカで建造されたタウン級駆逐艦のベルモントをニューファンドランドの南で攻撃し、撃沈した。1942年2月6日、哨戒から帰還中、U-82はアゾレス諸島の北東でOS18船団に遭遇した。攻撃を試みている途中、U-82はイギリスのスループ、ロチェスターとコルベットのタマリスクからの爆雷によって乗組員45名全員と共に沈没した。

## 戦果一覧
| 日付           | 船名                   | 国籍         | 総トン数 | 結果 |
| -------------- | ---------------------- | ------------ | -------- | ---- |
| 1941年9月10日  | エンパイア・ハドソン   | イギリス     | 7,465    | 沈没 |
| 1941年9月11日  | ブライシーズ           | イギリス     | 7,519    | 沈没 |
| 1941年9月11日  | エンパイア・クロスビル | イギリス     | 5,463    | 沈没 |
| 1941年9月11日  | ジプサムクイーン       | イギリス     | 3,915    | 沈没 |
| 1941年9月11日  | スカニア               | スウェーデン | 1,999    | 損傷 |
| 1941年10月21日 | トレバービン           | イギリス     | 5,281    | 沈没 |
| 1941年10月21日 | セルビーノ             | イギリス     | 4,099    | 沈没 |
| 1942年1月22日  | アチェルクラウン       | イギリス     | 11,999   | 沈没 |
| 1942年1月23日  | ライエステン           | ノルウェー   | 6,118    | 沈没 |
| 1942年1月31日  | ベルモント             | イギリス海軍 | 1,190    | 沈没 |